# Hyagnis indicus
Hyagnis indicus là một loài bọ cánh cứng trong họ Cerambycidae.